# Abû Hafs `Umar ben Abî Bakr
Vous pouvez aider à l'améliorer ou bien discuter des problèmes sur sa page de discussion.
- Certaines informations devraient être mieux reliées aux sources mentionnées dans la bibliographie ou les liens externes. Améliorez sa vérifiabilité en les associant par des références. (Marqué depuis février 2025)
- Les conventions bibliographiques ne sont pas respectées. La bibliographie et les liens externes sont à corriger. (Marqué depuis février 2025)

Abu Hafs Umar II (ou Abu Hafs Umar II ibn Abu Bakr, mort en 1349) est le treizième dirigeant de l' État hafside d' Ifriqiya en 1346-1349, et le douzième calife hafside .

## Biographie
Omar II gouverne la Tunisie en 1347 pendant quelques mois seulement.
Au moment de son accession au trône, l'armée du sultan mérinide du Maroc, Abu al-Hasan Ali, se dirige déjà vers l'Ifriqiya, qui revendique le trône hafside. Sans rencontrer de résistance sérieuse, le sultan occupe l’Ifriqiya.
En 1348, Abu al-Hasan Ali exempte les Bédouins de l'impôt de colonisation, conduisant à la révolte arabe et qui se conclut par une grave défaite des Marocains. Cette révolte mine alors l'autorité du sultan. Des rébellions éclatent peu après dans d'autres parties du Maghreb, et amènent le sultan du Maroc à quitter la Tunisie et à s'embarquer pour les régions occidentales.
Le frère d'Omar, Abu Hafs Abu'l-Abbas Ahmad I al-Fadl, est proclamé calife des Hafsides en décembre 1349.

## Sources
- Abun-Nasr, Jamil M. Histoire du Maghreb à l'époque islamique. Cambridge University Press, 1987.  (ISBN 0521337674).

- (ru) Cet article est partiellement ou en totalité issu de l’article de Wikipédia en russe intitulé « Абу Хафс Умар II » (voir la liste des auteurs).